# Раковий корпус
Раковий корпус (рос. Раковый корпус) — роман російського письменника Олександра Солженіцина, опублікований у 1968 році.
Заборонений в СРСР «Раковий корпус» був виданий на Заході в 1968 році. Зображена Солженіциним лікарня — алегорія тоталітарної держави. Олег Костоглотов, як і інші герої, які борються за своє життя з раком, дізнаються, наскільки безсердечною і байдужою є установа, створена для порятунку життів. Перед обличчям смерті вони розмірковують про сенс існування, самотність і природу світу. Дія відбувається у 1955 році.
В основу роману покладено переживання автора, який у 1953 році вийшов на волю після восьмирічного перебування у таборі з довічним терміном ув'язнення. Ще в таборі йому роблять онкологічну операцію. Через два роки хвороба рецидивує, і виснажений письменник потрапляє до лікарні. Очікується, що він помре, але хвороба відступає.